# アキアカネ
アキアカネ（秋茜、学名：Sympetrum frequens (Selys, 1883)）は、トンボ科アカネ属に分類されるトンボの一種。日本では普通に見られる。俗に赤とんぼと呼ばれ、狭義にはこの種だけを赤とんぼと呼ぶことがある。季節的な長距離移動がよく知られている。

## 特徴
日本特産種で、大陸部では極東アジアからヨーロッパにかけて広く分布する近縁種であるタイリクアキアカネ S. depressiusculum (Selys, 1841) と置換する。タイリクアキアカネは、秋の後半に北西の季節風が吹き出す頃に、日本列島に吹き寄せられたものが各地で記録されるが、繁殖はしていないようで幼虫の発見例はない。
同様に人里でよく知られた赤とんぼにはナツアカネ S. darwinianum (Selys, 1883) がある。アキアカネは夏に一旦低地から姿を消し、秋に成熟成虫が大挙して出現するのに対して、ナツアカネは生活史を通じて低地から姿を消さない。そのために夏にも低地で見られる方にナツアカネの和名が与えられたのであり、活動時期自体は両種にほとんど差はない。

## 分布
ロシア、中国、朝鮮半島、日本に分布する。平地から山地にかけて、水田、池、沼、湿地などに生育する。底質は泥で、汚れた水質の環境に生育することが多い。平地で孵化した未熟な成虫は夏に涼しい山地へ移動し、成熟し秋になると平地に戻る。
日本では小笠原諸島、沖縄県（南西諸島）を除き各地に広く分布し、奄美大島では過去に確認記録がある。朝鮮半島からタイリクアキアカネに混じって朝鮮半島タイプのアキアカネの飛来が確認されている。

## 形態
全長はオスが32-46 mm、メス：33-45 mm。腹長はオスが19-29 mm、メス：21-30 mm。後翅長はオスが25-34 mm、メス：26-34 mm。オスは腹部第2節の下部に副性器（2次生殖器）があり、成熟すると腹部が赤くなる。メスは腹部が淡褐色のものと背面が赤いものがある。顔面はオスが橙褐色で、メスが黄褐色。オスは成熟しても頭部と腹部は赤くならない。複眼は大きく、左右がくっ付き合って一続きとなり、顔面の黒条の凹凸が目立たない個体が多い。オスは第10節に連結交尾の際にメスを捕獲するための尾部付属器があり、メスには第8節下部に小さな生殖弁がある。
| 上面 | 成熟したオス                                  | 成熟したメス                          |
| 側面 | 成熟したオス（腹部第2節の下部に副性器がある） | メス（第8節下部に小さな生殖弁がある） |
| 側面 | 腹部第2節の下部に副性器                       | 第8節下部に小さな生殖弁               |
| 性別 | オス                                          | メス                                  |

終齢幼虫に達した段階のヤゴの体長は16-20 mm、頭幅は6.5-8 mm。背棘が第4-8節にあり、側棘が第8-9節にある。

### ナツアカネとの違い
翅胸第1側縫線に沿う黒条の先端が、アキアカネが尖るのに対して、ナツアカネは角状に近く、その黒条の太さの個体差は大きい。未成熟のオスは、アキアカネが黄色みが強いのに対して、ナツアカネは橙色みが強い。
| 画像 | アキアカネの翅胸第1側縫線に沿う黒条の先端はが尖る | ナツアカネの翅胸第1側縫線に沿う黒条の先端は角状に近い |
| 画像 | 中央の黒条の先端はが尖る                          | 中央の黒条の先端は角状に近い                          |
| 和名 | アキアカネ                                        | ナツアカネ                                            |

## 生活史

### 移動

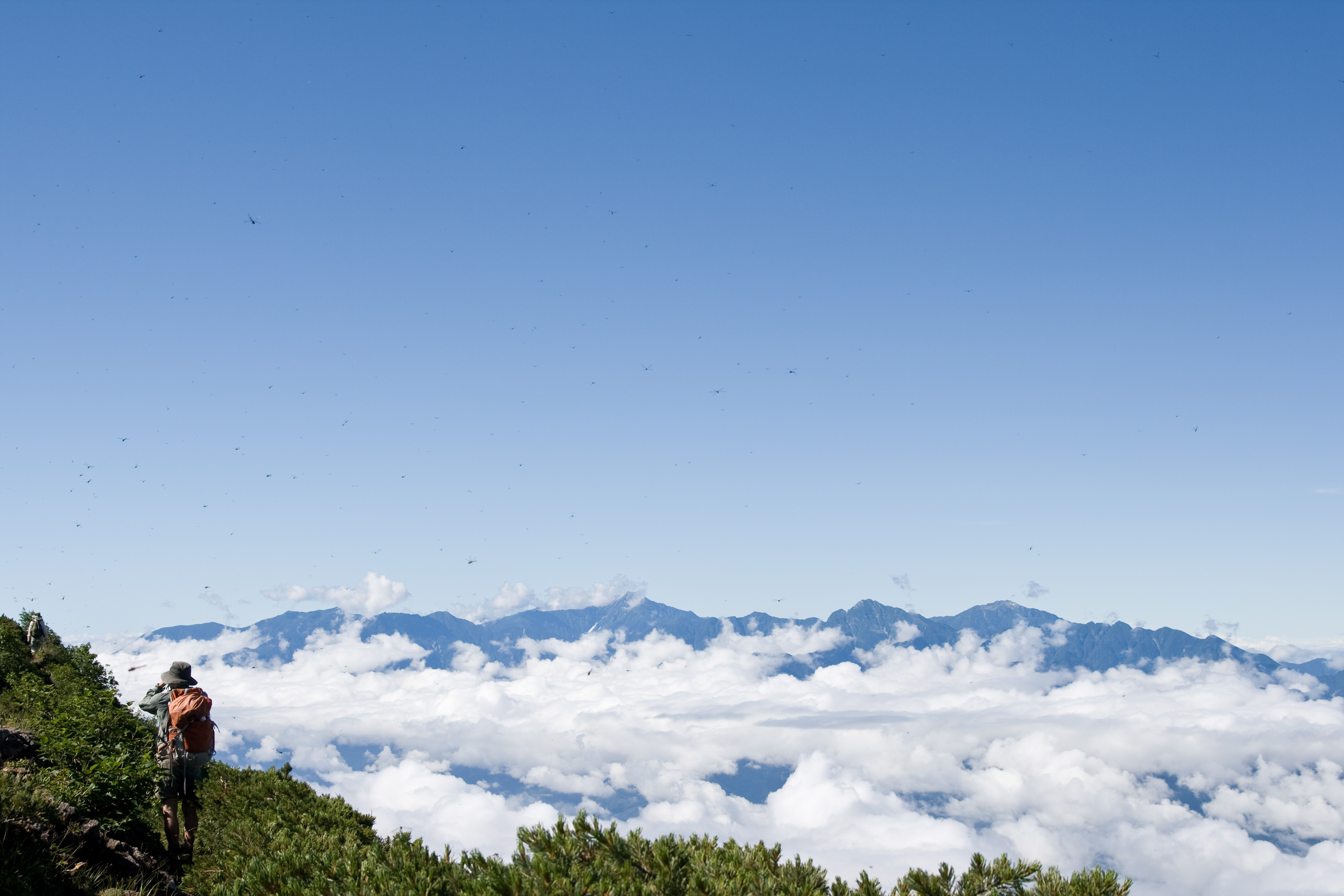
高山で夏を過ごすアキアカネの群れ
（八ヶ岳連峰 権現岳・2010年8月）

繁殖するのは通常平地または丘陵地、低山地の水田、池沼、溝などであるが、まれに標高2000m代の高所からの羽化記録もある。5月末から6月下旬にかけて夜間に羽化した成虫は朝になると飛び立って水辺を離れ、1-2日間草に止まったまま体が十分固まるのを待つ。その後近辺の樹林、植栽木などに集合して群れとなり、4-5日間を摂餌に費やして様々な小昆虫を空中で捕食し、長距離飛翔に必要なエネルギーの蓄積を行う。
十分に体力がついた個体は単独で、あるいは群れを成して日中の気温が20-25℃程度の3000mぐらいまでの高標高の高原や山岳地帯へ移動して、7月-8月の盛夏を過ごす。未成熟成虫が水辺を離れて生活するのは他のアカネ属の赤とんぼのみならず、非常に多くのトンボに共通した習性ではあるが、アキアカネの場合この移動が極端に長距離となる。低温時におけるアキアカネの生理的な熱保持能力は高く、活動中の体温は外気温より10-15℃も上昇するが、高温時の排熱能力は低い。そのため暑さに弱く、気温が30℃を超えると生存が難しくなり、このことが季節的な長距離移動の原因と考えられている。酷暑の年には移動先はより高い標高の地域となり、冷夏の年にはそれほど高いところまでは移動しないことが示唆されている。なお、夏の昼間の日差しが強い時間帯に、止まっているアキアカネが逆立ちをするのは、日光が当たる面積を減らし体温の上昇を抑えるためと考えられている。
夏の間、高地で摂食を続けている間に生殖腺などの内部組織が発達、充実し、最終的に体重が2-3倍にまで増加する。昆虫などの節足動物は脱皮後に体の大きさは増大するが、それは消化管内にのみこんだ水や空気の圧力で外側の外骨格だけを膨張させているため、しばしば内部はすかすかの状態である。そのため、脱皮後は成長しないように思われがちだが、実は外骨格の膨張に伴っていなかった内部組織の成長が起こるのである。

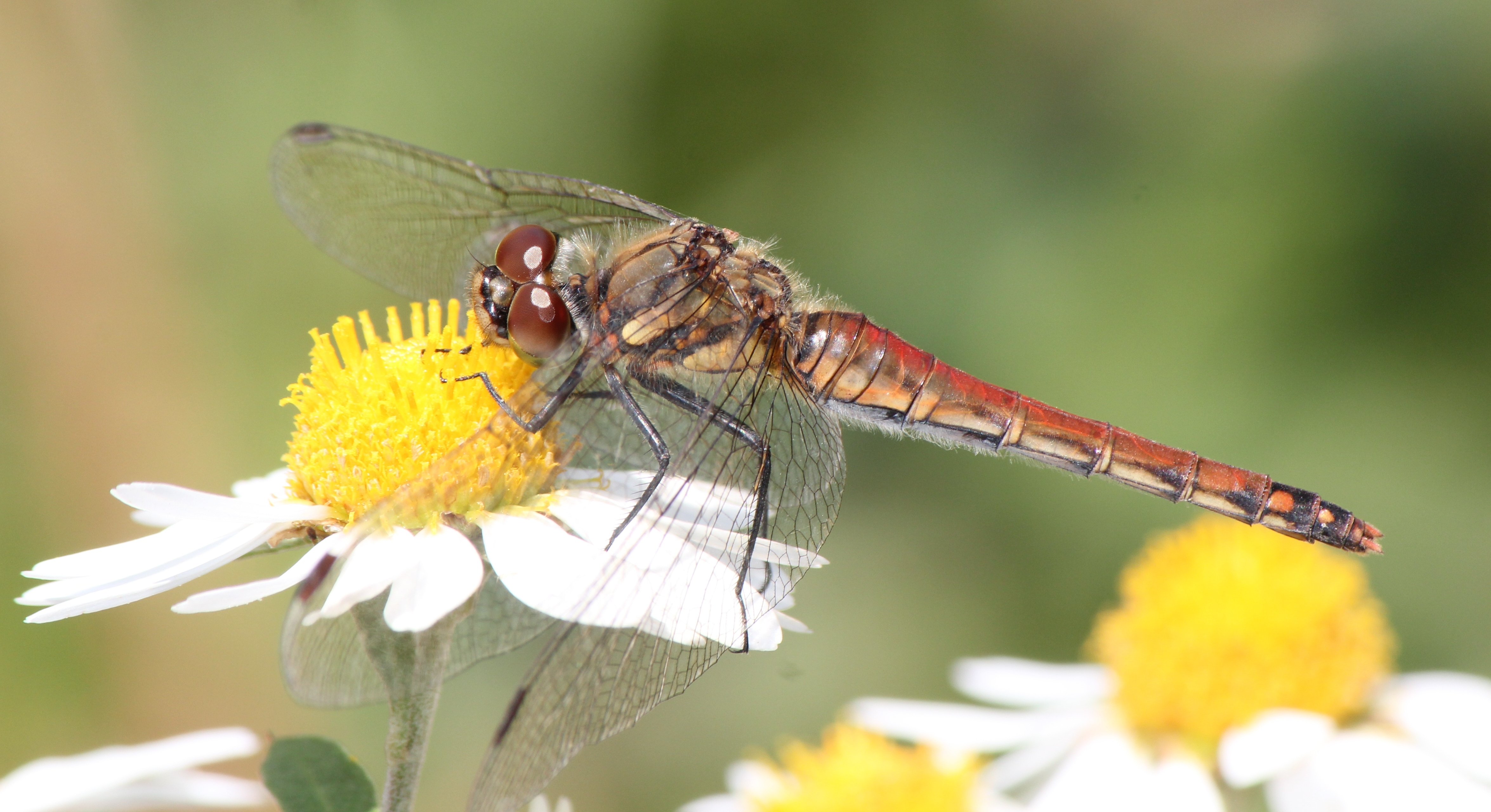
成熟したアキアカネのメス（2013年10月）

十分成熟した成虫、特に雄は体色が橙色から鮮やかな赤に変化し、通常秋雨前線の通過を契機に大群を成して山を降り、平地や丘陵地、低山地へと移動する。

### 産卵
成熟したオスは朝に草地や樹上でメスを探しながら飛び回り、日中には水辺の植物や地表に留まり縄張りを持ち、メスを見つけると捕まえて交尾を行う。雌雄が結合したまま飛びまわり、稲刈りの終わった水田の水溜りのような産卵適所を探索する。このような浅い水溜りを発見すると、近くの草むらや地面で午前中から正午過ぎの間に約10分ほど交尾を行い、交尾が終了するとやはり雌雄がつながったまま水面の上に移動する。産卵は水面の上で上下に飛翔しながら雌が水面や水際の泥を腹部先端で繰り返し叩き、その度に数個ずつ産み落とす。産卵が終わると雌雄は連結を解き飛び去り、夕方は単独行動を行うが朝になると再び雌雄が連結して生殖活動に移る。成虫は11月まで見られ、中には12月上旬まで生き延びるものもいる。
卵は水中や湿った泥の中で越冬し、春に水田に水をはる頃になると孵化し、幼虫（ヤゴ）となる。卵の期間は約半年で、ヤゴの期間は3-6ヶ月程で1年1世代。アキアカネのヤゴは、体は短めで、肢は比較的細長い。頭部は横長で複眼は前側方に突出している。ヤゴは田植え直後の水田に大発生するミジンコなどを活発に捕食して急速に大きくなり、初夏の夜にイネなどによじ登って羽化する。

### 種間雑種
DNA解析により、系統的に近い種であるタイリクアキアカネとの間で雑種が確認されている。

## 種の保全状況評価
1990年代後半から日本各地でアキアカネの個体数が激減している。その原因はイネ苗といっしょに水田に持ち込まれる農薬の箱処理剤とみられている。1993年からイミダクロプリド、1996年からフィプロニルが箱処理剤として全国的に出荷されている。フィプロニルはアキアカネの幼虫の致死率を高めることが実験的に確認されていて、北陸地方におけるフィプロニルの出荷量変化とアキアカネやノシメトンボの個体数減少との間に相関があることも確認されている。
日本の以下の都道府県で、レッドリストの指定を受けている。
- 絶滅危惧II類（VU）- 長崎県
- 分布特性上重要 - 鹿児島県

## 人間との関係
赤とんぼ (童謡)など歌われるように、人と触れ合うことが多く秋の風物詩と言われる。

### 民俗
乾燥させた成虫は民間薬として用いられ、解熱剤や強壮剤として効果があるとされる。その一方で捕まえると罰が当たるとする言い伝えもあり、東北地方では雷に打たれるとして「かみなりとんぼ」と呼び、東海地方では目が赤くなったり腹が痛くなったりする、あるいは瘧（おこり）、即ちマラリアの発熱発作を起こすとする伝承がある。この伝承が秋に大群で出現するアキアカネに何らかの霊性を認めたためであったのか、それとも害虫を食べるトンボをむやみに殺生することを戒めたものであるのかは明らかではない。

### 生物季節観測
気象庁においては、サクラの開花や満開の観測のように、成熟して赤くなったアキアカネ成虫の初見日の生物季節観測を行っている。
2011年には、過去の観測において成熟前の成虫を見た日のデータが混在している可能性があることが分かったため、成熟後の観測とは判断できない一部の観測データを正常値から疑問がある値に変更した。変更した観測データは統計から削除され、平年値など大幅に変更となっている。

### 水稲育苗箱施用殺虫剤の影響
育苗箱施用殺虫剤として使用されるフィプロニル及びイミダクロプリド（英語版）は、幼虫の生存率を低下させ羽化の際の異常率を高めるとの報告が有る。

### その他
プロ野球では「赤とんぼが体に止まると戦力外になる」というジンクスがある。理由としてはとんぼが止まるほど体の動きが悪くなるので戦力外になるという説が選手たちの間で語られる。